# Ravnica
Ravnica je oblik reljefa, tj. manji tip nizine, koja nije morfološki individualna i ograničena planinskim stranama. Prema strukturi i nastanku mogu biti: „Strukurne“ (nastale u horizontalnim ili blago nagnutim slojevima i predstavljaju ploče – Patagonija), zatim „erozivne“ (nastale erozivnim radom u procesu zaravnjavanja) i „akumulativne“ (nastale akumulacijom i taloženjem materijala na ušću rijeka, oko korita, na obalama mora, jezera, oceana i sl).